# Lissoblemma hamularia
Lissoblemma hamularia är en fjärilsart som beskrevs av Pieter Cornelius Tobias Snellen 1872. Lissoblemma hamularia ingår i släktet Lissoblemma och familjen mätare. Inga underarter finns listade i Catalogue of Life.